# Mis ojos lloran por tí
«Mis ojos lloran por tí» es una exitosa canción de los cantantes de reguetón puertorriqueños Big Boy y Ángel López , publicada como el sencillo debut de su album debut de estudio homónimo en 1996. La canción alcanzó el puesto número 15 en la lista Billboard Hot Latin Tracks , convirtiéndose en su sencillo más exitoso en ese entonces y actualmente es su canción mas reconocida en este genero musical.

## Lista de canciones

### CD - Single (Promo)[4]
1. «Mis ojos lloran por tí» : 5:26

## Versiones
- CNCO, para su album tributo "Déjà Vu" (2020)[5][6][7]
- Maluma con Piso 21[8]

## Posicionamiento en listas
| Lista (1996)                       | Mejor posición |
| ---------------------------------- | -------------- |
| Estados Unidos (Hot Latin Songs)   | 15             |
| Estados Unidos (Latin Pop Airplay) | 13             |

### Listas de fin de año
| Lista (1996)                     | Posición |
| -------------------------------- | -------- |
| US Hot Latin Songs (Billboard)   | 55       |
| US Latin Pop Airplay (Billboard) | 26       |